# Synagoga w Przysusze
Synagoga w Przysusze – znajduje się w miejscowości Przysucha w województwie mazowieckim, przy ul. Stefana Żeromskiego. 

## Historia
Wzniesiona w latach 1764–1777 w żydowskiej części miasteczka, została zdewastowana w czasie II wojny światowej przez Niemców. Po wojnie budynek niszczał do lat 60. XX wieku, kiedy przykryto jego dach blachą, a bimę wzmocniono stalową konstrukcją. Kolejne prace budowlano-konserwatorskie przeprowadzono 1968-1970, podczas których zmieniono konstrukcję dachu z czterospadowego na dach łamany dwukondygnacyjny. W 2007 właścicielem budynku została Fundacja Ochrony Dziedzictwa Żydowskiego,  która w 2011 złożyła wniosek do Ministerstwa Kultury i  Dziedzictwa Narodowego o wsparcie realizacji rewitalizacji synagogi. Dzięki akceptacji wniosku przez Ministerstwo, w czerwcu 2013 Fundacja rozpoczęła realizację zadania „Przysucha, synagoga (XVIII w.): kompleksowy remont dachu obejmujący wykonanie wieńca, wymianę części konstrukcji oraz pokrycia dachowego”, które uzyskało wsparcie z programu Ministra Kultury i Dziedzictwa Narodowego.

## Opis
Budynek wzniesiony jest na planie prostokąta o wymiarach 29,6 na 19,6 metra w stylu barokowo-klasycystycznym z bloków piaskowca. Od zachodu mieści się dawna siedziba kahału, na piętrze zaś babiniec. Od strony północnej znajduje się główne wejście do synagogi. Ściany z zewnątrz podzielone są płaskimi lizenami, narożniki są lekko zaokrąglone. Na osi ściany wschodniej znajduje się szeroka przypora osłaniająca wnękę na Aron ha-kodesz. Okna przesklepione półkoliście po trzy w ścianach bocznych, dwa w ścianie wschodniej z niewielkim okulusem w medalionie między nimi.
Wejście z sieni do głównej sali modlitw zlokalizowano na osi ściany zachodniej przez kamienny profilowany portal. Sala posadowiona na planie prostokąta (20,0 x 15,6 m) z osią dłuższą zorientowaną wschód - zachód, przykryta jest sklepieniem o 9 przęsłach żaglastych i beczkowych, spływając w centrum w wydrążoną podporę, której 4 filary tworzą oprawę bimy. Filary, niskie ośmioboczne słupy połączone arkadami bez cokołów ustawiono bezpośrednio na posadzce. Na wschodniej ścianie znajduje się zachowany ujęty w dwie półkolumny Aron ha-kodesz w formie portalu z ażurową koroną adorowaną przez dwa płasko rzeźbione gryfy, z kolumnami i stiukami. Na ścianach zachowały się także resztki polichromii.
Synagoga znajduje się w rejestrze zabytków NID z opisem: synagoga, k. XVIII, nr rej.: 505-VIII-28 z 31.12.1949, 41/A z 1.03.1967 oraz 128/A z 12.02.1982.